# Palawan
Koordinaten: 9° 32′ N, 118° 24′ O
Palawan ist eine Insel im Westen der Philippinen. Zusammen mit umliegenden kleineren Inseln und Inselgruppen bildet sie die philippinische Provinz Palawan in der Region MIMAROPA. Größte Stadt und Hauptstadt ist Puerto Princesa.

## Geografie
Palawan liegt langgestreckt zwischen Südchinesischem Meer im Nordwesten und der Sulusee im Südosten. Die Hauptinsel ist etwa 450 km lang, durchschnittlich etwa 40 km breit und von einer Bergkette durchzogen, deren höchste Erhebung mit 2085 m der Mount Mantalinganhan ist. Die schmalste Stelle, zwischen der Ulugan-Bucht und der Honda Bay, misst ca. 8,5 Kilometer. Im Nordosten trennt die Mindoro-Straße die Provinz von der Insel Mindoro, im Südwesten die Balabacstraße von Borneo. Zur Provinz gehören auch die nördlich der Hauptinsel gelegenen Calamian-Inseln, die südlichen Balabac-Inseln, die Cagayan- und Cuyo-Inseln in der Sulusee und der philippinisch besetzte Teil der Spratly-Inseln, Kalayaan. Mit einer Fläche von knapp 15000 km² ist Palawan die größte Provinz der Philippinen.

### Geologie
Palawan gehört möglicherweise zu einem als Mikroplatte südwärts gedrifteten Teil der Eurasischen Platte, wodurch sich auch das Südchinesische Meer bildete. Die Karstformationen der Inseln ähneln denen in Borneo, Südchina und Vietnam. Im Gegensatz zu den übrigen Philippinen gibt es in der Provinz keinen rezenten Vulkanismus.

### Klima
Palawan ist geprägt von immerfeuchtem tropischem Klima. Bedingt durch nordöstliche Passat- und südwestliche Monsunwinde, fallen die wenigsten Niederschläge von November bis April, die meisten zwischen Juni und Oktober. Die Jahresdurchschnittswerte betragen für Puerto Princesa 27,4 °C, 1607 mm Niederschlag und 68,9 % relative Luftfeuchtigkeit.

### Flora und Fauna

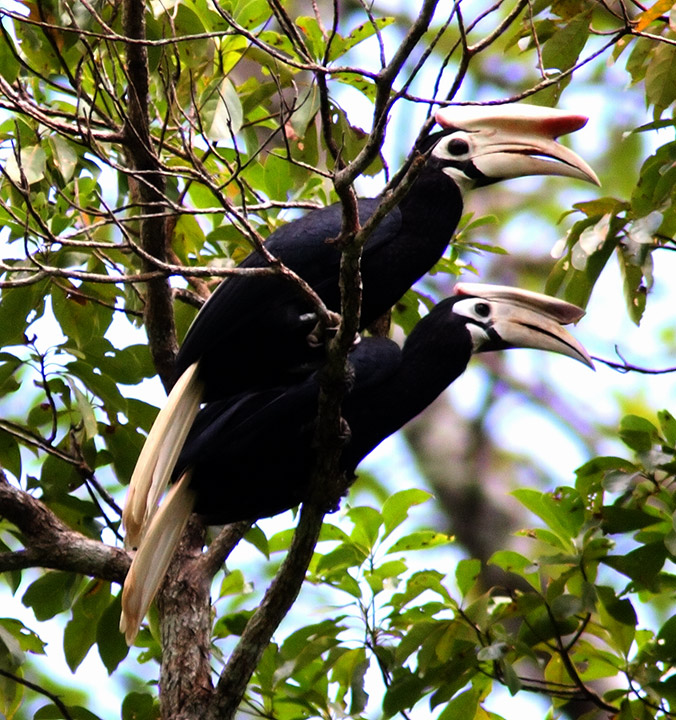
Palawanhornvögel

Aufgrund des niedrigeren Meeresspiegels während der letzten Eiszeiten war Palawan mehrmals in der Vergangenheit durch Landbrücken mit Borneo und dem asiatischen Festland verbunden und somit Teil von Sundaland. Die Inseln sind daher durch die Huxley-Linie, die durch die Mindoro-Straße und die Sulusee verläuft und an die südlichere Wallace-Linie anschließt, biogeographisch von den übrigen Philippinen getrennt. Insgesamt ist die Flora und Fauna Palawans ähnlich der von Borneo.
Palawan ist gekennzeichnet durch einen hohen Grad an Biodiversität und Endemismus. Es entwickelten sich bisher bekannte 232 Tierarten, darunter Endemiten wie etwa die Palawan-Ratte, das Palawan-Schuppentier oder der Palawan-Pfaufasan, und 1522 Arten von Blütenpflanzen. Der marine Lebensraum ist geprägt von vielen die Inseln umgebenden Korallenriffen; das Tubbataha-Riff ist ein UNESCO-Weltnaturerbe. Im Malampaya Sound lebt eine Population von Irawadidelphinen.
Die Biodiversität auf Palawan ist jedoch durch die extrem zunehmende Umwandlung großer Flächen in Palmöl-Plantagen stark gefährdet.
Folgende endemische Arten und Unterarten werden von der Weltnaturschutzunion als gefährdet eingestuft (unvollständig):
| Tiere: - Aioliops brachypterus (Pfeilgrundel) - Arctictis binturong whitei (Marderbär) - Balabac-Kantschil (Tragulus nigricans, Hirschferkel) - Calamian-Hirsch - Drepanosticta ceratophora (Kleinlibelle) - Limnonectes acanthi (Frosch) - Megophrys ligayae (Zipfelfrosch) - Oxyeleotris expatria (Schläfergrundel, endemisch im Manguao-See) - Palawan-Bartschwein - Palawan-Berghörnchen (Sundasciurus rabori, Sunda-Baumhörnchen) - Palawan-Flughund (Acerodon leucotis, Flughund) - Palawangrundschnäpper (Ficedula platenae, Höhlenschnäpper) - Palawanhornvogel (Anthracoceros marchei, Nashornvogel) - Palawan-Stinkdachs - Palawan-Zwergohreule (Otus fuliginosus) - Parathelphusa cabayugan (Süßwasserkrabbe) - Pelophryne albotaeniata (Kröte) - Philippinen-Barbourfrosch (Barbourula busuangensis, Barbourfrösche) - Philippinen-Erdschildkröte (Siebenrockiella leytensis, Sumpfschildkröte) - Philippinen-Inselstachelschwein (Hystrix pumila, Stachelschwein) | Pflanzen: - Antidesma obliquinervium (Antidesma) - Antidesma subolivaceum (Antidesma) - Aporusa elliptifolia (Phyllanthaceae) - Arthrophyllum pulgarense (Araliengewächs) - Cryptocarya palawanensis (Lorbeergewächs) - Schefflera curranii (Schefflera) - Schefflera palawanensis (Schefflera) - Guioa palawanica (Seifenbaumgewächs) - Paphiopedilum fowliei (Frauenschuh) - Podocarpus palawanensis (Steineibe) |

### Schutzgebiete und Nationalparks

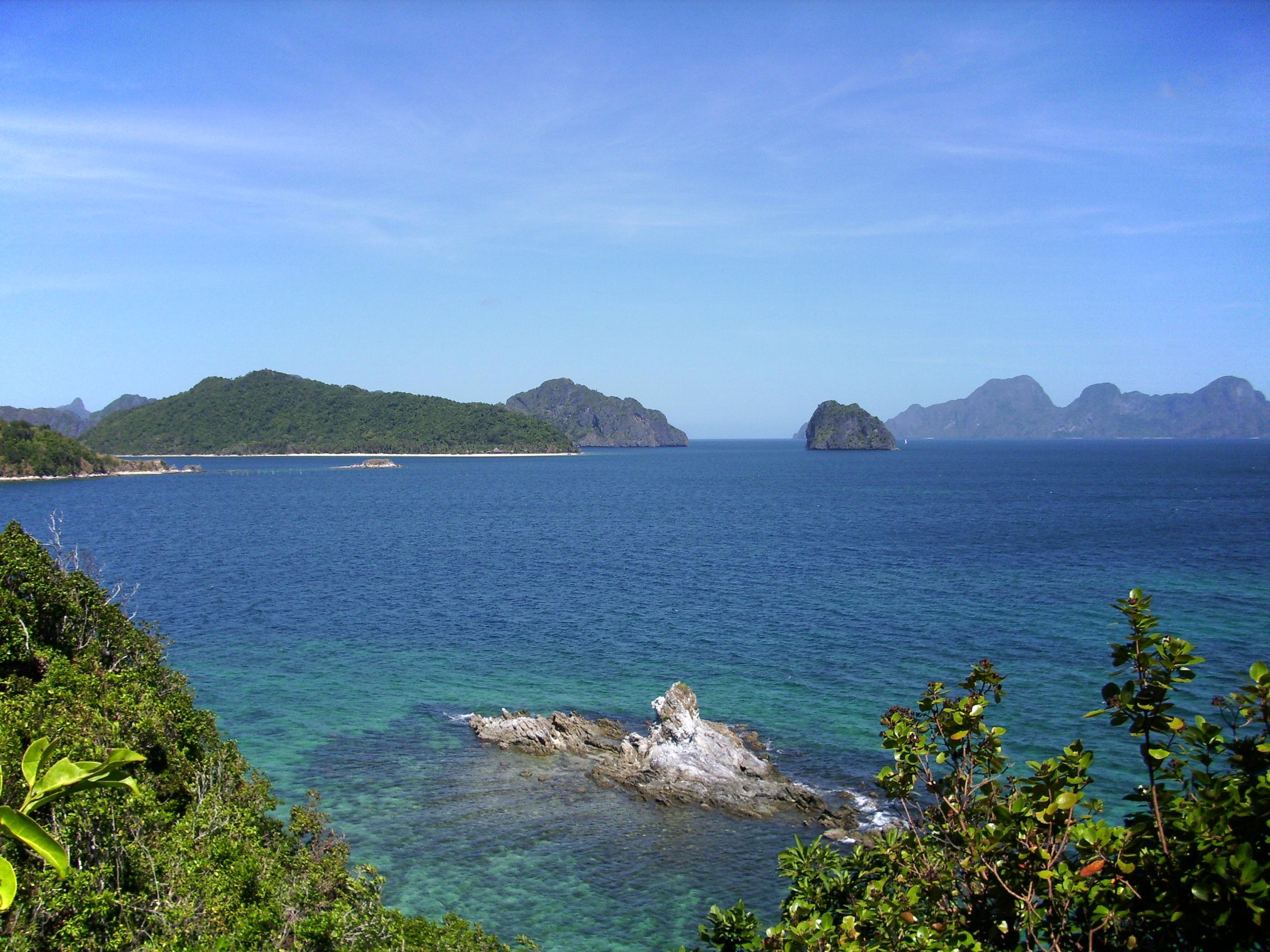
Der Bacuit-Archipel im Schutzgebiet El Nido-Taytay Managed Resource Protected Area

In der Provinz Palawan gibt es zehn Naturschutzgebiete und zwei Nationalparks. Zum Schutz der Biodiversität der Insel Palawan wurde 1991 das Republikgesetz 7611, auch bekannt unter dem Namen Strategic Environmental Plan (SEP) for Palawan Act, von der damaligen Präsidentin Corazon Aquino unterzeichnet. In diesem Gesetz werden die Richtlinien festgelegt, an der sich die Umweltpolitik der Provinzregierung Palawans orientieren und so der nachhaltigen Entwicklung der Provinz dienen soll. Als beratendes Element der Politik wurde das Palawan Council for Sustainable Development geschaffen, das jährliche Berichte zum Zustand der Umwelt der Provinz verfasst und die Umsetzung der beschlossenen Maßnahmen überwacht. Dieses Gesetz war die Voraussetzung, um die Insel Palawan 1991 zum Biosphärenreservat zu erklären, einer von zwei Modellregionen der Philippinen. Die zum Biosphärenreservat gehörenden Naturschutzgebiete und Nationalparks werden nach den Richtlinien des Republikgesetzes 7586, dem National Integrated Protected Areas System Act of 1992, verwaltet.
Schutzgebiete:
- Calauit Game Preserve and Wildlife Sanctuary
- Coron Island Protected Area
- Culasian Managed Resource Protected Area, Rizal
- El Nido-Taytay Managed Resource Protected Area
- Malampaya Sound Protected Landscape/Seascape
- Mount Mantalinganhan Protected Landscape
- Omoi and Manambaling Cockatoo Reserves, Dumaran
- Port Barton Marine Park
- Rasa Island Wildlife Sanctuary
- Ursula Island Game Refuge and Bird Sanctuary

Nationalparks:
- Puerto-Princesa-Subterranean-River-Nationalpark
- Tubbataha Reefs National Marine Park

## Geschichte

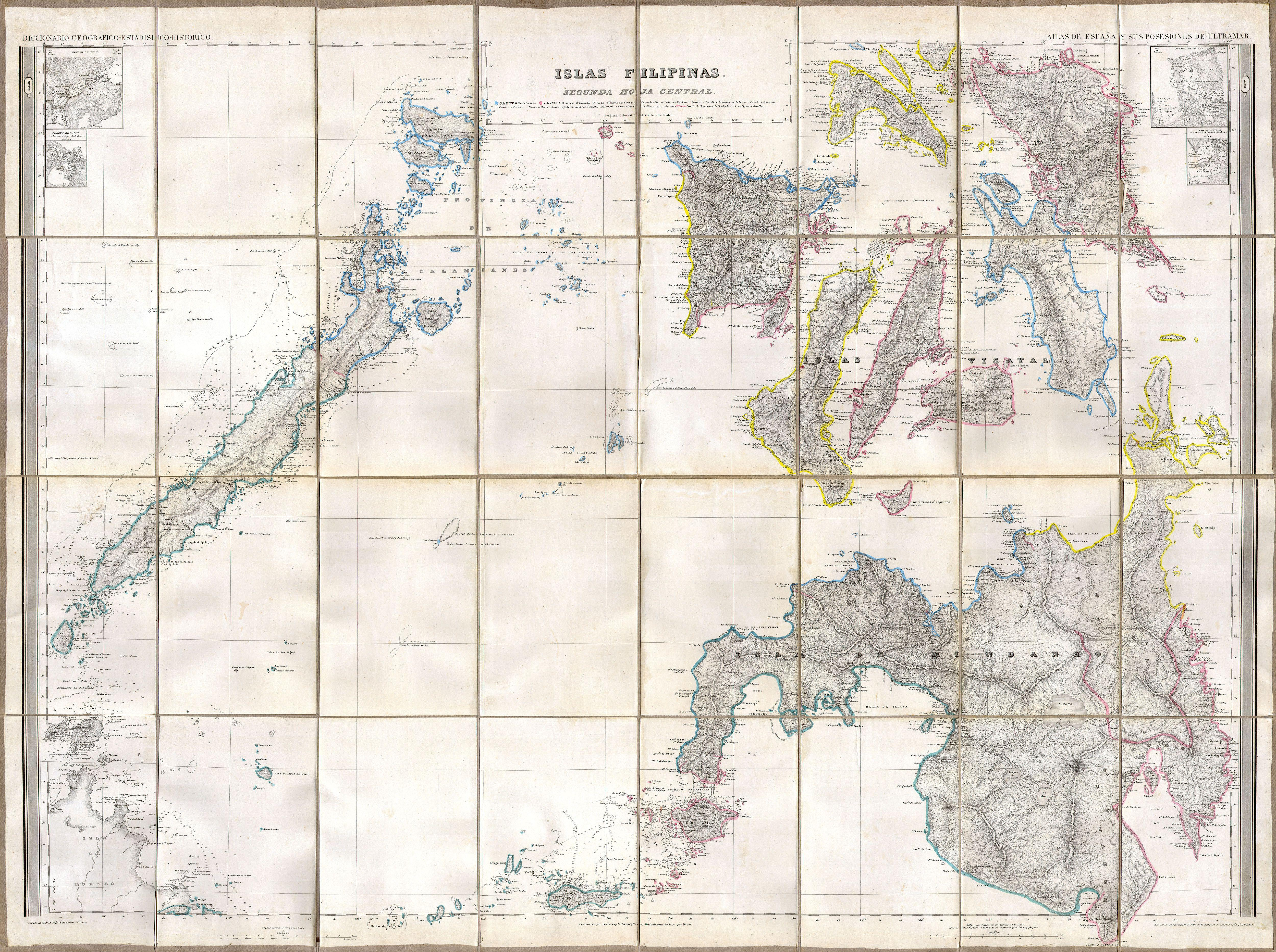
Karte der südlichen Philippinen von 1852

In den Tabon-Höhlen (Gemeinde Quezon, Südpalawan) wurden 1962 menschliche Knochen und Werkzeuge gefunden, die mit einem Alter von mindestens 16500 Jahren die ältesten Spuren von Menschen in der Provinz darstellen.
Chinesische Quellen aus der Zeit der südlichen Song-Dynastie (1127–1279) belegen Handelsbeziehungen zwischen Palawan und China.
Während der Regentschaft von Sultan Bolkiah (1485–1524) kam Palawan in den Herrschaftsbereich des Sultanats Brunei, später des Sultanats Sulu. Quellen sprechen von Gebietsabtretungen der Sultane von Sulu und Maguindanao an Spanisch-Ostindien im Jahr 1705. Zuletzt verzichtete 1749 Brunei auf Gebietsansprüche.
Während der Kolonialzeit wurde die Hauptinsel auch Paragua genannt, möglicherweise weil ihre Form einem zugeklappten Regenschirm (span. paraguas) ähnelt.
Bereits 1591 gab es eine Encomienda auf den Calamian-Inseln. Ab 1622 begann der Augustinerorden mit der Errichtung von befestigten Missionsstationen auf den Cuyo-Inseln und Nordpalawan, unter anderem in Taytay. Spätestens 1818 bestand die Provinz Calamianes mit der Hauptstadt Taytay, die die Calamian-, Cuyo- und Cagayan-Inseln sowie den nördlichen Teil der Hauptinsel bis etwa zum 10. Breitengrad umfasste. 1858 umfasste die Provinz ganz Palawan mit dem Distrikten Castilla im Norden und Asturias im Süden. 1862 wurde der Distrikt Asturias als eigenständige Provinz Paragua von Calamianes getrennt. Verwaltungssitz war zunächst Taytay, ab 1873 Cuyo. Die Provinz Palawan in ihrer heutigen Form mit der Hauptstadt Puerto Princesa wurde von der US-amerikanischen Zivilverwaltung mit dem Commission Act No. 1363 1905 festgelegt.
Während des Zweiten Weltkriegs stand Palawan von 1941 bis 1945 unter japanischer Besatzung.
Separatistische Gruppen wie die M.I.L.F. streben eine Inkorporation Palawans in ein künftiges Moroland an. Bei einer Volksabstimmung im Jahr 2001 sprachen sich allerdings über 98 Prozent der Bevölkerung gegen einen Anschluss an die bereits bestehende Autonome Region Muslimisches Mindanao aus.

## Bevölkerung
Traditionell werden zwei Bevölkerungsgruppen unterschieden:
- Indigene Ethnien wie die Tagbanuwa und negritischen Batak in Zentral- und Nordpalawan sowie die Palawanos und Molbog im Süden
- Die Palaweños, Nachfahren späterer philippinischer Einwanderer, davon ein Großteil von den Cuyo-Inseln (sog. Cuyonons)

Die einzelnen Bevölkerungsgruppen sprechen jeweils eigene philippinische Sprachen und Dialekte mit Tagalog als Haupt- und Verkehrssprache; die Tagbanuwa entwickelten ein eigenes Schriftsystem.
Die Menschen sind überwiegend römisch-katholischen Glaubens oder, in geringerem Maß, Angehörige anderer christlichen Glaubensrichtungen. Im äußersten Süden (Gemeinden Balabac und Bataraza) dominiert der Islam.
Bevölkerungsentwicklung seit 1990:
|                                | 1990    | 2000    | 2010    |
| ------------------------------ | ------- | ------- | ------- |
| Palawan (ohne Puerto Princesa) | 436.140 | 593.500 | 771.667 |
| Puerto Princesa                | 92.147  | 161.912 | 222.673 |
| Gesamt                         | 528.287 | 755.412 | 994.340 |

## Wirtschaft und Infrastruktur
31 % der Landfläche werden für den Anbau von Reis, Weizen, Mais, Bananen, Maniok, Elefantengras, Cashew- und Erdnüssen genutzt.
Neben der Fischerei spielt auch die Holz-, Kopra- und Palmölindustrie eine Rolle. An Bodenschätzen werden hauptsächlich Chromit und Nickel abgebaut. Die Indigenen-Organisation ALDAW (Ancestral Land/Domain Watch) befürchtet Umweltschäden (u. a. Entwaldung) aufgrund der Expansion des Nickelbergbaus und der Palmölproduktion. Im Südchinesischen Meer werden Öl- und Gasvorkommen ausgebeutet, Palawan ist damit die einzige erdölfördernde Provinz der Philippinen.
Von Puerto Princesa aus verkehren regelmäßig Fähren über Coron nach Manila und über Cuyo nach Iloilo. Touristische Hauptzentren sind Puerto Princesa, Coron und El Nido. Neben dem internationalen Flughafen Puerto Princesa (IATA-Code: PPS) gibt es noch weitere, kleinere Inlandsflugplätze und Landepisten, davon die größeren in Coron (USU), Culion (CUJ), El Nido (ENI), Magsaysay (CYU), Rizal (TGB) und Taytay (RZP).

## Verwaltungsgliederung

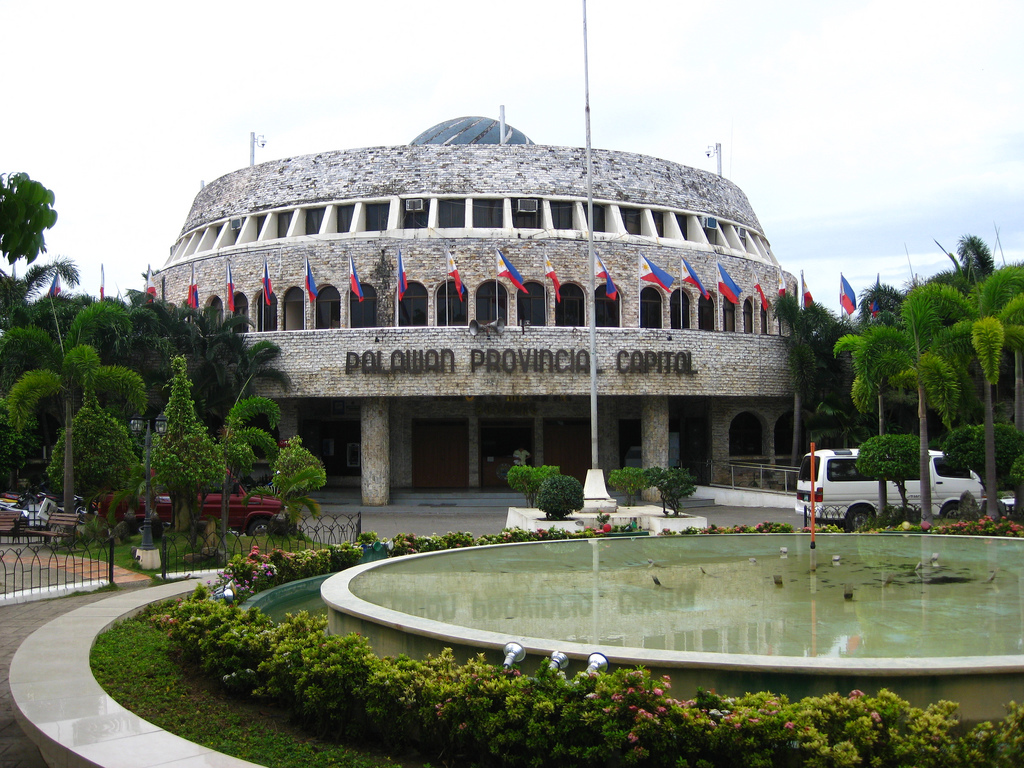
Das Gebäude der Provinzregierung in Puerto Princesa

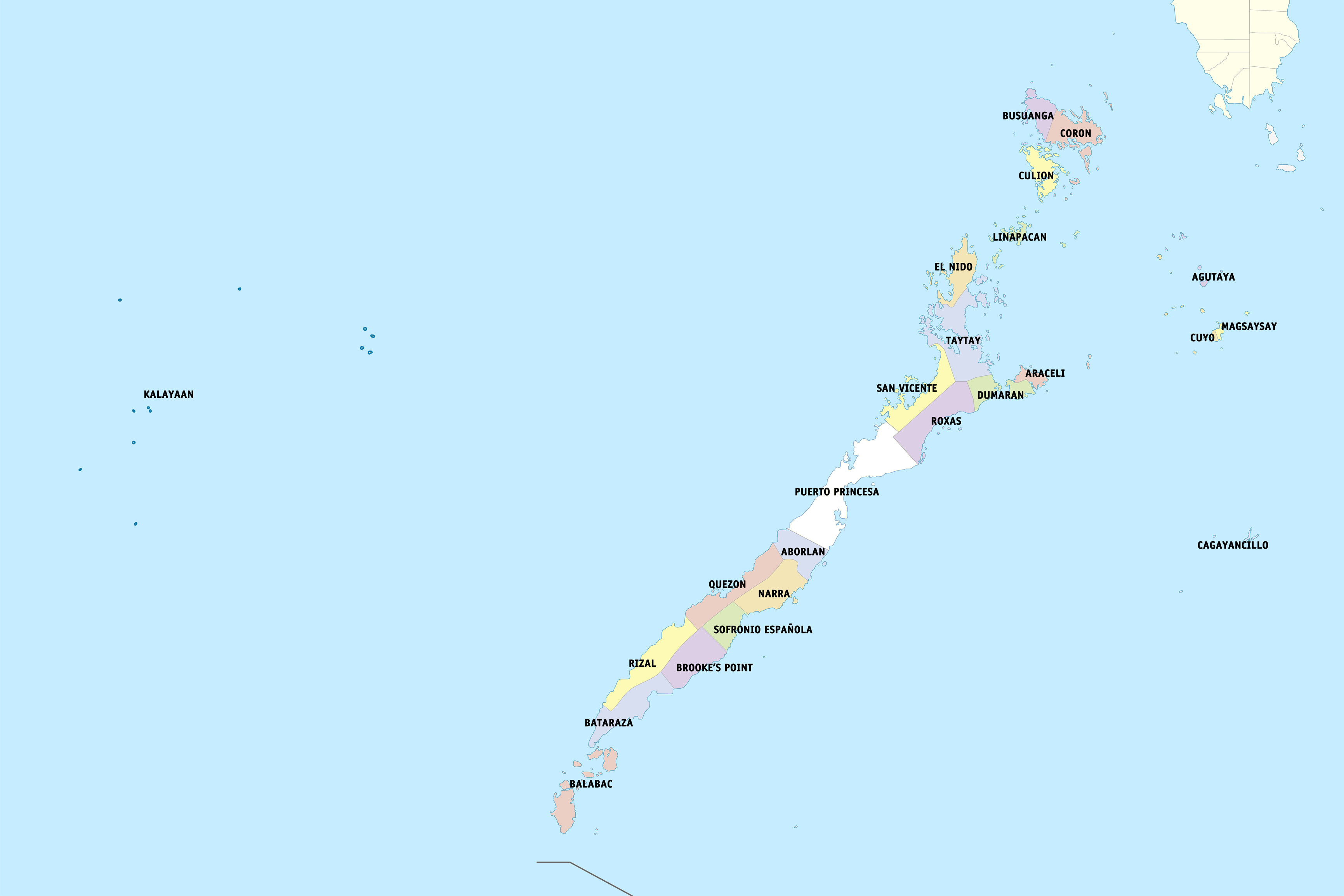
Die Gemeinden Palawans

Die Provinz Palawan ist unterteilt in 23 Gemeinden und drei Kongressdistrikte (Legislative oder Congressional Districts, Wahlkreise).
| Erster Kongressdistrikt: - Agutaya - Araceli - Busuanga - Cagayancillo - Coron - Cuyo - Culion - Dumaran - El Nido - Kalayaan - Linapacan - Magsaysay - Roxas - San Vicente - Taytay | Zweiter Kongressdistrikt: - Balabac - Bataraza - Brooke’s Point - Narra - Quezon - Rizal - Sofronio Española | Dritter Kongressdistrikt: - Puerto Princesa (provinzunabhängige Stadt) - Aborlan |

## Hochschulen
- Holy Trinity University
- Palawan State University
- Western Philippines University